# شهرستان دانکلین (میزوری)
شهرستان دانکلین (به انگلیسی: Dunklin County) شهرستانی در ایالت میزوری است. بر اساس سرشماری ۲۰۱۰ دارای ۳۱٬۹۵۳ نفر جمعیت است. مرکز شهرستان و بزرگترین شهر کنت، میزوری است. این شهرستان در ۱۴ فوریه ۱۸۴۵ به صورت رسمی بنا شد و به احترام پنجمین فرماندار میزوری (دنیل دانکلین) به نام وی نامگذاری شد.

## جغرافیا
بر اساس اداره آمار ایالات متحده آمریکا این شهرستان دارای ۱٬۴۲۰ کیلومترمربع مساحت می‌باشد که ۱٬۴۰۱ کیلومترمربع از آن خشکی و ۱۶ کیلومترمربع از آن را آب تشکیل می‌دهد.

### مناطق مجاور
- شهرستان استادار، میزوری (شمال)
- شهرستان نیو مادرید، میزوری (شمال شرق)
- شهرستان پمیسکات، میزوری (شرق)
- شهرستان میسیسیپی، آرکانزاس (جنوب شرق)
- شهرستان کریگهید، آرکانزاس (جنوب)
- شهرستان گرین، آرکانزاس (جنوب غرب)
- شهرستان کلی، آرکانزاس (غرب)
- شهرستان باتلر، میزوری (شمال غرب)

## جمعیت
طبق سرشماری سال ۲۰۰۰، ۳۳٬۱۵۵ نفر، ۱۳٬۴۱۱ خانوار و ۹٬۱۵۹ خانواده در این منطقه ساکن هستند. تراکم جمعیت ۶۱ نفر در هر مایل مربع (۲۳ نفر در هر کیلومترمربع) است. ۱۴٬۶۸۲ واحد مسکونی با تراکم متوسط ۲۷ واحد در هر مایل مربع (۱۰ واحد در هر کیلومترمربع) وجود دارد. آرایش نژادی این شهرستان ۸۸٫۶۴٪ سفید، ۸٫۶۸٪ سیاه و سفید یا آفریقایی آمریکایی، ۰٫۳۱٪ بومی آمریکایی، ۰٫۲۷٪ آسیایی، ۰٫۰۱٪ جزیره‌نشین اقیانوس آرام، ۱٫۰۳٪ از نژادهای دیگر و ۱٫۰۶٪ از دو یا چند نژاد است.

## دین
طبق گزارش اداره داده‌های مذهبی (۲۰۰۰)، شهرستان دانکلین بخشی از کمربند انجیلی با اکثریت مذهب پروتستانی انجیلی است. غالب‌ترین ادیان در میان ساکنان شهرستان دانکلین که به یک دین پیوند دارند، عبارتند از: کنوانسیون بپتیست جنوبی (۶۴٫۱۱٪)، متدیسم (۶٫۶۶٪)، و کلیساهای مسیح (۶٫۷۴٪)

## حمل‌ونقل

### بزرگراه‌های اصلی
- جاده ۶۲ ایالات متحده
- جاده ۴۱۲ ایالات متحده
- بزرگراه ۲۵ میزوری
- بزرگراه ۵۳ میزوری
- بزرگراه ۸۴ میزوری
- بزرگراه ۱۵۳ میزوری
- بزرگراه ۱۶۴ میزوری

### فرودگاه
فرودگاه یادبود کنت یک فرودگاه عمومی در شهرستان دانکلین است. این فرودگاه در ۱٫۸۵ کیلومتری جنوب شرقی ناحیه تجاری مرکزی از کنت، میزوری واقع شده است.